# Guido Gonzaga
Guido Gonzaga (Mantova, 1290 – Mantova, 22 settembre 1369) è stato un condottiero italiano.

## Biografia
Di Guido (Guido I o Guidone), figlio di Luigi I Gonzaga e di Richilda Ramberti, e secondo capitano del popolo di Mantova dal 1360, non si ricordano particolari atti di governo nel periodo in cui fu al potere; giunto al governo già anziano (70 anni), fu affiancato dai figli, col maggiore, Ugolino, che con ogni probabilità resse effettivamente le sorti dello stato, almeno fino all'assassinio (14 ottobre 1362) ad opera dei fratelli, Francesco e Ludovico. L'attività di Guido (fu podestà di Reggio nel 1328) fu quindi più significativa negli anni precedenti quando capitano generale era il padre, che supportò assieme ai fratelli nell'opera di governo, contribuendo alla cacciata da Mantova dei Bonacolsi.
Guido ospitò presso la sua corte il poeta Francesco Petrarca, anticipando gli interessi culturali che contraddistinsero la nobile famiglia.
Il 20 settembre 1337 la comunità locale di Castel Goffredo, con atto pubblico del notaio Giacomino Gandolfi, decise di porsi sotto la protezione dei Gonzaga di Mantova. L'atto fu consegnato da alcuni notabili castellani nelle mani di Guidone Gonzaga, che al tempo reggeva la città assieme al padre Luigi.
Memorabile la Gran corte del 1340, dove i Gonzaga, in occasione di matrimoni che investivano la casata, concentrarono a Mantova vari principi italiani e molti nobili. Straordinarie le esibizioni di un'immensa folla di «cantambanchi, buffoni, ballerini da corda, musici, suonatori, giocatori, istrioni» ben pagati e rivestiti con gli abiti più eleganti, scelti tra quelli che gli stessi principi usavano scambiarsi tra loro come attestato di amicizia ed ossequio in occasioni di feste o particolari solennità. Il poeta Benvenuto Aliprando descrive l'avvenimento con dei versi tramandatici attraverso Ludovico Muratori.
Nell'estate del 1368 il Gonzaga subì l'attacco di Bernabò Visconti, alleato di Cansignorio della Scala, che intendeva creare uno stato a sud di Milano verso l'Emilia: i Gonzaga divennero pertanto vassalli dei Visconti.
Morì il 22 settembre 1369 e gli successe il figlio superstite, Ludovico, che si trovò a combattere contro Bernabò Visconti, intenzionato ad espandere il proprio potere ed est di Milano. Fu sepolto nella cappella di famiglia della Chiesa di San Francesco a Mantova.

## Discendenza
Guido ebbe tre mogli e numerosi figli:
Da Agnese Pico (1303-1340), figlia di Francesco I Pico, signore di Mirandola, nacquero due figli:
- Beatrice (?-1335), sposa di Nicolò I d'Este (?-1344), co-signore di Ferrara;
- Tommasina, sposa nel 1340 di Azzo da Correggio.

Da Camilla Beccaria  dei signori di Pavia, sposata nel 1340 non ebbe figli.
Da Beatrice di Bar, figlia di Edoardo I di Bar, nacquero sei figli:
- Ugolino (1320-1362), si sposò tre volte: con Verde della Scala (?-1340) (sorella di Mastino II della Scala), con Emilia Della Gherardesca e con Caterina Visconti, (figlia di Matteo II Visconti. Morì assassinato dai fratelli il 14 ottobre 1362;
- Ludovico, III capitano del popolo di Mantova;
- Francesco (m. 1369), sposò Eletta da Polenta. Il figlio Sagramoso fu vescovo di Mantova nel 1386;
- Bernabò (m. 1366);
- Margherita, sposò nel 1353 Jacopino da Carrara, figlio di Niccolò da Carrara, signore di Padova;[6]
- Rinaldo, fu al servizio degli Este.

Guido ebbe anche tre figli naturali; Lancillotto, Lucia ed Eleonora.

## Ascendenza
|                                       |   |                          | Genitori        |  |  | Nonni |  |  | Bisnonni        |  |  | Trisnonni       |  |
|                                       |   |                          |                 |  |  |       |  |  | Antonio Corradi |  |  | Guidone Corradi |  |
|                                       |   |                          |                 |  |  |       |  |  | Antonio Corradi |  |  | Guidone Corradi |  |
|                                       |   | …                        |                 |  |  |       |  |  | Antonio Corradi |  |  |                 |  |
| Guido Corradi                         |   |                          |                 |  |  |       |  |  | Antonio Corradi |  |  |                 |  |
|                                       |   | Richilde Pedroni         | Ugo de' Pedroni |  |  |       |  |  |                 |  |  |                 |  |
|                                       |   | Richilde Pedroni         | Ugo de' Pedroni |  |  |       |  |  |                 |  |  |                 |  |
|                                       |   | Richilde Pedroni         | …               |  |  |       |  |  |                 |  |  |                 |  |
| Luigi I Gonzaga                       |   | Richilde Pedroni         |                 |  |  |       |  |  |                 |  |  |                 |  |
|                                       |   | Strambino di San Martino | …               |  |  |       |  |  |                 |  |  |                 |  |
|                                       |   | Strambino di San Martino | …               |  |  |       |  |  |                 |  |  |                 |  |
|                                       |   | Strambino di San Martino | …               |  |  |       |  |  |                 |  |  |                 |  |
| Estrambina di San Martino             |   | Strambino di San Martino |                 |  |  |       |  |  |                 |  |  |                 |  |
|                                       |   | …                        | …               |  |  |       |  |  |                 |  |  |                 |  |
|                                       |   | …                        | …               |  |  |       |  |  |                 |  |  |                 |  |
|                                       |   | …                        | …               |  |  |       |  |  |                 |  |  |                 |  |
| Guido Gonzaga                         |   | …                        |                 |  |  |       |  |  |                 |  |  |                 |  |
|                                       | … | …                        |                 |  |  |       |  |  |                 |  |  |                 |  |
|                                       | … | …                        |                 |  |  |       |  |  |                 |  |  |                 |  |
|                                       | … | …                        |                 |  |  |       |  |  |                 |  |  |                 |  |
| Ramberto Ramberti                     | … |                          |                 |  |  |       |  |  |                 |  |  |                 |  |
|                                       |   | …                        | …               |  |  |       |  |  |                 |  |  |                 |  |
|                                       |   | …                        | …               |  |  |       |  |  |                 |  |  |                 |  |
|                                       |   | …                        | …               |  |  |       |  |  |                 |  |  |                 |  |
| Richilda Ramberti                     |   | …                        |                 |  |  |       |  |  |                 |  |  |                 |  |
|                                       |   | …                        | …               |  |  |       |  |  |                 |  |  |                 |  |
|                                       |   | …                        | …               |  |  |       |  |  |                 |  |  |                 |  |
|                                       |   | …                        | …               |  |  |       |  |  |                 |  |  |                 |  |
| Margherita di Almerico dei Lavellongo |   | …                        |                 |  |  |       |  |  |                 |  |  |                 |  |
|                                       |   | …                        | …               |  |  |       |  |  |                 |  |  |                 |  |
|                                       |   | …                        | …               |  |  |       |  |  |                 |  |  |                 |  |
|                                       |   | …                        | …               |  |  |       |  |  |                 |  |  |                 |  |
|                                       |   | …                        |                 |  |  |       |  |  |                 |  |  |                 |  |